# Vodafone Ghana
Vodafone Ghana, anciennement Ghana Telecom, est la société nationale de télécommunications du Ghana.
En Janvier 2020, elle comptait environ 9,3 millions d'abonnés à la téléphonie mobile, représentant 13,81 % des parts de marché ghanéennes. La station terrestre de satellite du Ghana (en) est exploitée par Vodafone Ghana depuis qu'elle en est devenue l'actionnaire majoritaire en 2008.
Patricia Obo-Nai a été nommée première femme ghanéenne PDG de Vodafone Ghana. Ils ont été certifiés par le Top Employers Institute comme l'un des meilleurs employeurs d'Afrique pour la troisième année consécutive en janvier 2021.

## Accord Vodafone-Ghana Telecom
Le 3 juillet 2008, il a été annoncé que Vodafone avait accepté d'acquérir 70 % de Ghana Telecom auprès du gouvernement ghanéen pour un coût de 900 millions de dollars américains et une valeur d'entreprise totale d'environ 1,3 milliard de dollars américains.
Après la clôture de la transaction, Vodafone détenait une participation de 70 % dans la société, tandis que le gouvernement ghanéen conservait une participation de 30 %. L'acquisition a été finalisée le 17 août 2008.
La vente a été soutenue par le président John Agyekum Kufuor, mais fortement contestée par le parti d'opposition, qui allait remporter les élections présidentielles quelques mois plus tard. Le nouveau président John Atta Mills, chef du parti du Congrès national démocratique (NDC), a également lancé une enquête sur l'accord après avoir été élu président, affirmant que le gouvernement « n'en avait pas eu pour son argent ».
Malgré ces affirmations, quelques mois plus tard, Vodafone réduisait la valeur de sa participation dans Ghana Telecom de 250 millions de livres sterling alors que le climat économique se détériorait, nuisant aux perspectives de l'entreprise.
Le 15 avril 2009, Ghana Telecom, ainsi que sa filiale mobile OneTouch, ont été rebaptisés Vodafone Ghana.
En 2016, Vodafone Ghana était le deuxième opérateur du pays avec une part de marché pour avril 2016 de 21,92 % et 25,32 % de données derrière le géant africain des communications MTN Ghana.
En décembre 2019, Vodafone Ghana a annoncé l'acquisition de la totalité de la participation du groupe Vodacom dans Vodacom Business Ghana.
En février 2023, le groupe Vodafone a conclu la vente de sa participation de 70 % dans Vodafone Ghana au groupe Telecel dans le but de rationaliser son portefeuille africain.

## Philanthropie
Vodafone Ghana a été reconnue comme la meilleure institution philanthropique et de soutien à la santé par Media Men Ghana lors des People's Choice Practitioners Honors 2017.
L'entreprise, en collaboration avec le British Council, a créé le projet Vodafone Scholar qui offrira des bourses complètes et partielles aux lycéennes et aux étudiantes de premier cycle qui étudient des matières STIM et qui n'ont pas les moyens financiers de poursuivre leurs études.
En 2016, Vodafone a conclu un accord avec l’Université des sciences et technologies Kwame Nkrumah (KNUST). Dans l'accord, la société a accepté de fournir une connectivité Internet haut débit et Wi-Fi améliorée à toutes les facultés des campus de l'université au Ghana.

## Prix et reconnaissance
- Publicité de l'année 2019 du Chartered Institute of Marketing Ghana (CIMG) (2 Moorch Data)
- Publicité de l'année 2019 du Chartered Institute of Marketing Ghana (CIMG) (lancement de la 4G GigabitNet)
- Programme télévisé de l'année 2019 du Chartered Institute of Marketing Ghana (CIMG) (programme Healthline TV)
- Prix ghanéens des technologies de l'information et des télécommunications 2020 – PDG des télécommunications de l'année (Patricia Obo-Nai)
- Prix ghanéens des technologies de l'information et des télécommunications 2020 : Entreprise de télécommunications de la décennie
- Prix ghanéens des technologies de l'information et des télécommunications 2020 : Expérience client de l'année
- Prix ghanéens des technologies de l'information et des télécommunications 2020 - Facilitateur numérique de l'année
- Prix de la meilleure initiative de réponse aux soins de santé face à la COVID-19 (Fondation Vodafone Ghana) 2020 pour la durabilité et l'impact social
- Prix de la durabilité et de l'impact social (SSI) 2020 : Projet innovant de l'année (Fondation Vodafone Ghana)
- Prix de la durabilité et de l'impact social (SSI) 2020 : Meilleures initiatives de bénévolat des employés (Fondation Vodafone Ghana)
- Prix de la durabilité et de l'impact social (SSI) 2020 : Meilleure entreprise pour un projet d'éradication du streetisme (Fondation Vodafone Ghana)
- Prix de la durabilité et de l'impact social (SSI) 2020 Projet SSI de l'année (Fondation Vodafone Ghana)
- Prix de développement durable et d'impact social (SSI) 2020 Prix de leadership STEM SSI (Patricia Obo-Nai)
- Prix de la durabilité et de l'impact social (SSI) 2020 Personnalité émergente SSI de l'année (Amaris Nana Adjei Perbi)
- Personnalité des télécommunications de l'année 2020 (Patricia Obo-Nai)